# Regulator działania bezpośredniego

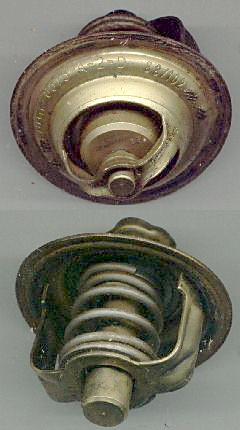
Zawory termostatyczne

Regulator działania bezpośredniego – regulator, który do nastawienia elementu nastawczego nie wykorzystuje energii z pomocniczych źródeł. 
Regulatorami bezpośredniego działania są między innymi: zawór termostatyczny silnika spalinowego lub reduktor ciśnienia.
Jego przeciwieństwem jest regulator działania pośredniego, który korzysta z pomocniczych źródeł energii. Zależnie od rodzaju tego źródła może to być regulator:
- elektryczny,
- hydrauliczny,
- pneumatyczny.